# 埃奇米阿津教廷
埃奇米阿津教廷（羅馬化：Mayr At’oř Surb Ēĵmiatsin，也译作埃奇米阿津圣母教廷），在亚美尼亚也被简称为教廷（Մայր Աթոռ），是亚美尼亚使徒教会的管理机构，总部位于亚美尼亚亞馬維爾州城市瓦加尔沙帕特（埃奇米阿津），亚美尼亚使徒教会牧首全亚美尼亚卡多利柯斯的驻在地。